# Gueorgui Guelachvili
Pour les articles homonymes, voir Guelachvili.
Gueorgui Kakoïevitch Guelachvili (en géorgien : გიორგი გელაშვილი, en russe : Георгий Какоевич Гелашвили et en anglais : Georgi Gelashvili) (né le 30 août 1983 à Tcheliabinsk en URSS) est un joueur professionnel russe de hockey sur glace. Il possède un passeport géorgien. Il évolue au poste de gardien de but.

## Carrière de joueur

### Ses débuts
Guelachvili a reçu son premier équipement de gardien le jour où il est entré dans un magasin de sport avec son père. Son père a mis quasiment sa paye du mois, 160 roubles pour faire plaisir au petit Gueorgui, captivé par cet équipement. Il a commencé le hockey à l'école de glace de Tcheliabinsk. Lors de sa première année, son entraîneur est Iouri Choumakov, ancien joueur du Traktor. Il travaille avec Viktor Peregoudov à sa seconde saison. Un de ses meilleurs amis est le défenseur Kirill Koltsov qui est ensuite parti en Amérique du Nord avant de signer à son premier contrat professionnel à l'Avangard Omsk. Il côtoie également l'attaquant Stanislav Tchistov. À l'adolescence, il rejoint le Metallourg Magnitogorsk avec qui il termine troisième du championnat de Russie moins de 15 ans en 1998. En 1999, il commence sa carrière avec l'équipe réserve du Traktor Tcheliabinsk dans la Pervaïa liga, le troisième échelon russe. Il a alors seize ans. La saison suivante, il joue ses trois premiers matchs avec l'équipe première pensionnaire de Vyschaïa liga. Il n'en joue que six de plus lors des deux saisons suivantes. N'ayant pas la confiance des entraîneurs qui ne lui laissent pas la chance de s'exprimer, il contacte de nombreux autres clubs mais personne ne veut de lui. Il part alors au Kazakhstan où il a reçu une réponse positive.

### Le Kazakhstan
En 2003, il signe au Kazakhmys Karaganda qui lui offre une place de titulaire. L'équipe joue dans le championnat kazakh et parallèlement s'aligne dans la Vyschaïa liga. L'entraîneur en chef Anatoli Kartaïev le fait venir voyant en lui un futur talent. Il va beaucoup apprendre avec Valeri Kisselev, l'entraîneur des gardiens qui a formé notamment l'international Ilia Bryzgalov. Kiselev lui apprend alors la discipline et la ponctualité. Le Kazakhmys termine troisième en 2004 derrière le Kazzinc-Torpedo Oust-Kamenogorsk et le Gorniak Roudny et douzième de la poule est de la Vyschaïa Liga. La saison suivante, le club de Karaganda est le dauphin du Kazzinc-Torpedo Oust-Kamenogorsk et termine sixième de la poule est de la Vyschaïa Liga. En tant que club étranger, il n'est pas autorisé à participer aux séries éliminatoires. 
En septembre 2005, l'équipe remporte la Coupe du Kazakhstan. Le Kazakhmys participe même à l'Euro Ice Hockey Challenge en tant qu'équipe représentant le Kazakhstan lors du tournoi de Briançon lors du mois de décembre. Il joue un match contre une équipe B représentant la sélection lettone. Le Kazakhmys termine troisième du tournoi derrière l'Italie et la France. Le club qui a recruté de nombreux joueurs russes parmi lesquels l'attaquant Andreï Tarassenko ancien international compte également sur des jeunes kazakhs dont le défenseur Ievgueni Fadeïev. Il termine troisième de sa poule est de la Vyschaïa Liga et remporte son premier titre de champion du Kazakhstan. La fédération de hockey sur glace du Kazakhstan lui a alors proposé la nationalité kazakhe afin qu'il porte les couleurs de la sélection au niveau international. Guelachvili a refusé.

### Retour à Tcheliabinsk
Peu avant le début de la saison 2006-2007, il reçoit une offre de son club formateur qui a changé de direction et de staff sportif. Le Traktor recherche de toute urgence un gardien possédant un passeport russe. Guelachvili est alors conseillé aux dirigeants du club par Guennadi Tsygourov. Malgré la volonté du Kazakhmys de le conserver, le gardien a fait son choix, il veut retourner dans sa ville natale. L'affaire passe devant le Tribunal arbitral du sport qui permet au portier de rejoindre le Traktor. Il joue ses premiers matchs en Superliga et gagne sa place de titulaire devant l'américain Chad Alban et le champion du monde junior 2002 Sergueï Mylnikov. Il est l'un des gardiens le moins payé de la ligue, il touche d'ailleurs moins qu'au Kazakhmys. Le Traktor se classe dix-septième en fin de saison régulière. La saison suivante, Tsygourov ayant refusé une prolongation de contrat, l'équipe est alors dirigée par l'entraîneur Andreï Nazarov. Guelachvili n'est alors plus considéré comme un gardien numéro 1 du niveau de la Superliga et Nazarov déclare à la presse que l'équipe a besoin d'un gardien de but. En mauvais terme avec Nazarov, il quitte l'équipe en cours de saison. Il est prêté au Metchel Tcheliabinsk qui joue au second échelon national. Son salaire est alors plus important qu'au Traktor. Neuvième de la poule est, le Metchel ne participe pas aux séries éliminatoires.

### Le Lokomotiv Iaroslavl
En 2008, il intègre l'effectif du Lokomotiv Iaroslavl qui prend part à une nouvelle compétition en Eurasie, la Ligue continentale de hockey. Le Lokomotiv compte sur trois gardiens russes pour pallier le départ de Semion Varlamov aux Capitals de Washington : Sergueï Zviaguine, Sergueï Gaïdoutchenko et Guelachvili. Il saisit la chance donnée d'être titulaire lorsque Zviaguine est écarté par l'entraîneur finlandais Kari Heikkilä après plusieurs erreurs devant ses filets. Devenu indiscutable, il réalise quatre blanchissages en saison régulière. L'équipe est troisième de la saison régulière derrière le Salavat Ioulaïev Oufa et les Ak Bars Kazan. Lors du premier match des séries éliminatoires, le Neftekhimik Nijnekamsk remporte la première rencontre 3-2 à Iaroslavl mais perd les trois matchs suivants. Après avoir battu le HC Spartak Moscou en quart de finale, le Lokomotiv est blanchi 3-0 par Ilia Proskouriakov et le Metallourg Magnitogorsk au premier match des demi-finales. L'équipe réagit et remporte la série 4 victoires à 1 avec deux blanchissages de son gardien lors des deux dernières parties. Il enchaîne son troisième jeu blanc lors du premier match de la finale chez les Ak Bars Kazan lors d'une victoire 3-0. Lors du deuxième match, le défenseur Andreï Pervychine marque en prolongation et met les deux équipes à égalité une victoire partout. Le Lokomotiv reprend l'avantage à domicile grâce à une nouvelle victoire 3-0. À l'issue du cinquième match, les partenaires d'Alekseï Iachine mènent trois manches à deux et sont à une victoire de la Coupe Gagarine. Mais les panthères des neiges s'imposent dans l'Arena 2000 en prolongations sur un but de l'international finlandais Jukka Hentunen. 

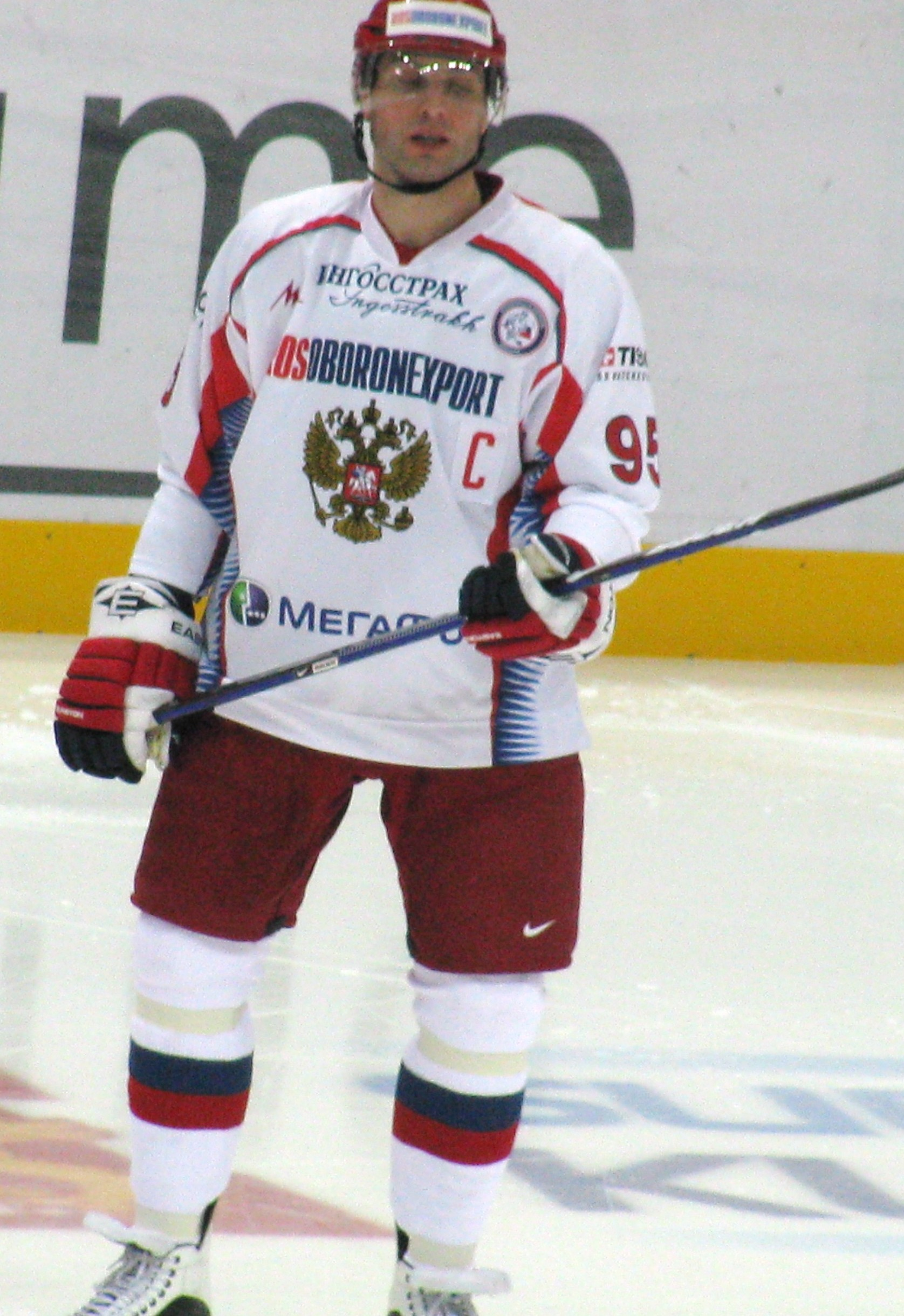
Alekseï Morozov (ici avec la Russie) marque le but victorieux à Guelachvili en finale de la Coupe Gagarine.

Lors de la dernière manche décisive pour le titre, Alekseï Morozov prend le rebond laissé par Guelachvili sur le lancer de Pervychine et inscrit l'unique but de la rencontre jouée à la TatNeft Arena. Les Ak Bars remportent la finale quatre victoires à trois et soulèvent la Coupe Gagarine.
Guelachvili a réalisé cinq blanchissages en séries éliminatoires dont deux en finale. Avec ses 69 matchs et 4104 minutes et 14 secondes de jeu, il bat le record établi par l'ancien gardien du Lokomotiv, Marc Lamothe, avec 64 matchs et 3878 minutes en 2004-2005. Ses 43 victoires lors de la saison rentrent également dans l'histoire. Il est l'un des trois meilleurs joueurs de la finale avec deux joueurs des Ak Bars, le défenseur Ilia Nikouline et l'attaquant Alekseï Morozov. Les supporters du Lokomotiv l'élisent avec plus de 24 % des voix meilleur joueur de la saison devant Alekseï Iachine (14 %) et Zbyněk Irgl (11 %).
En septembre 2009, Viatcheslav Bykov l'intègre dans l'équipe de Russie. Gardien numéro 3 derrière Konstantine Barouline et Vassili Kochetchkine, il ne rentre pas en jeu lors de la Coupe Česká Pojišťovna. Le 17 septembre 2009, il se blesse à la main avant le match contre le HC MVD Balachikha. Il revient un mois plus tard. Il se fait remarquer en perdant son sang froid et donnant un coup de crosse puis insultant un adversaire du Severstal Tcherepovets le 25 octobre 2009. Il récolte alors cinquante minutes de pénalité lors de cette partie. Il est alors suspendu trois matchs. Néanmoins ses performances lui permettent d'être ensuite retenu pour la Coupe Karjala. Lors du premier match contre la Finlande, il est la doublure de Vassili Kochetchkine. Le 7 novembre 2009, il honore sa première titularisation contre la Suède pour une victoire 4-1. La Russie remporte cette édition de la compétition. Il est convié à la Coupe Pervi Kanal, troisième manche de l'Euro Hockey Tour du 17 au 20 décembre 2009. Bykov fait jouer un match à chacun de ses trois gardiens qui sont Aleksandr Ieriomenko, Kochetchkine et Guelachvili. Pour sa seconde sélection internationale contre la Finlande, Guelachvili passe au travers au bout de trois minutes de jeu. Voulant dégager la rondelle en fond de glace, Leo Komarov intercepte le disque et le glisse à Juha-Pekka Hytönen qui marque dans la cage déserte. De plus, le but de la victoire finlandaise est inscrit par Petri Kontiola à sept secondes de la fin du temps réglementaire alors que Guelachvili bouche mal son angle. Si Guelachvili a déclaré après le match que la défaite résultait de ses erreurs, Bykov a estimé que ses erreurs étaient les plus évidentes mais que cinq autres joueurs sont aussi là pour empêcher que le palet arrive au gardien. Il a ajouté qu'il s'agissait de son second match international et qu'il manquait d'expérience à ce niveau de compétition. La Finlande a remporté le tournoi de Moscou devant la Russie. Ce tournoi a permis à Viatcheslav Bykov d'établir sa liste de 23 joueurs pour les Jeux olympiques de Vancouver. Les trois gardiens russes de la sélection qui sont Ilia Bryzgalov, Ievgueni Nabokov et Semion Varlamov évoluent dans la Ligue nationale de hockey. Guelachvili ne faisait pas partie de la pré-sélection requise pour cette compétition durant laquelle il avait prévu d'aller entraîner les jeunes joueurs de Tcheliabinsk. De retour au championnat, Guelachvili se reprenait en encaissant un but en trois matchs. Mais à partir de la mi-janvier le Lokomotiv subit sept défaites en neuf matchs. Heikkilä démissionne et est remplacé par Piotr Vorobiov. Guelachvili est sélectionné par le vote des partisans pour le deuxième Match des étoiles de la KHL. Il est titulaire avec l'équipe Iachine et est remplacé à la moitié du match par Andreï Mezine, également natif de Tcheliabinsk et qui a été formé par Viktor Peregoudov. L'Équipe Jágr l'emporte 11-8. Le Lokomotiv conclut la saison régulière avec le septième bilan. Avec 78 minutes de pénalités, Guelachvili devient le gardien de but le plus pénalisé en une saison régulière dans l'histoire du championnat de Russie battant le record de 54 minutes détenues par Robert Esche la saison précédente. Lors des séries éliminatoires, le Lokomotiv élimine l'Atlant Mytichtchi 3-1 puis le HK Spartak Moscou 4-2. Le gardien réalise quelques erreurs mais Vorobiov le maintient en position de titulaire d'autant que sa doublure pour cette fin de saison est le jeune Aleksandr Lazouchine, inexpérimenté à ce niveau. Guelachvili réalise un blanchissage lors du cinquième match de la demi-finale contre le HK MVD. Le Lokomotiv mène la série 3-2 mais ne parvient pas lors des deux derniers matchs à forcer la défense de Balachikha et son cerbère Michael Garnett. L'équipe entraînée par Oļegs Znaroks met fin à la saison des coéquipiers du capitaine Ivan Tkatchenko.

### Le Metallourg Magnitogorsk

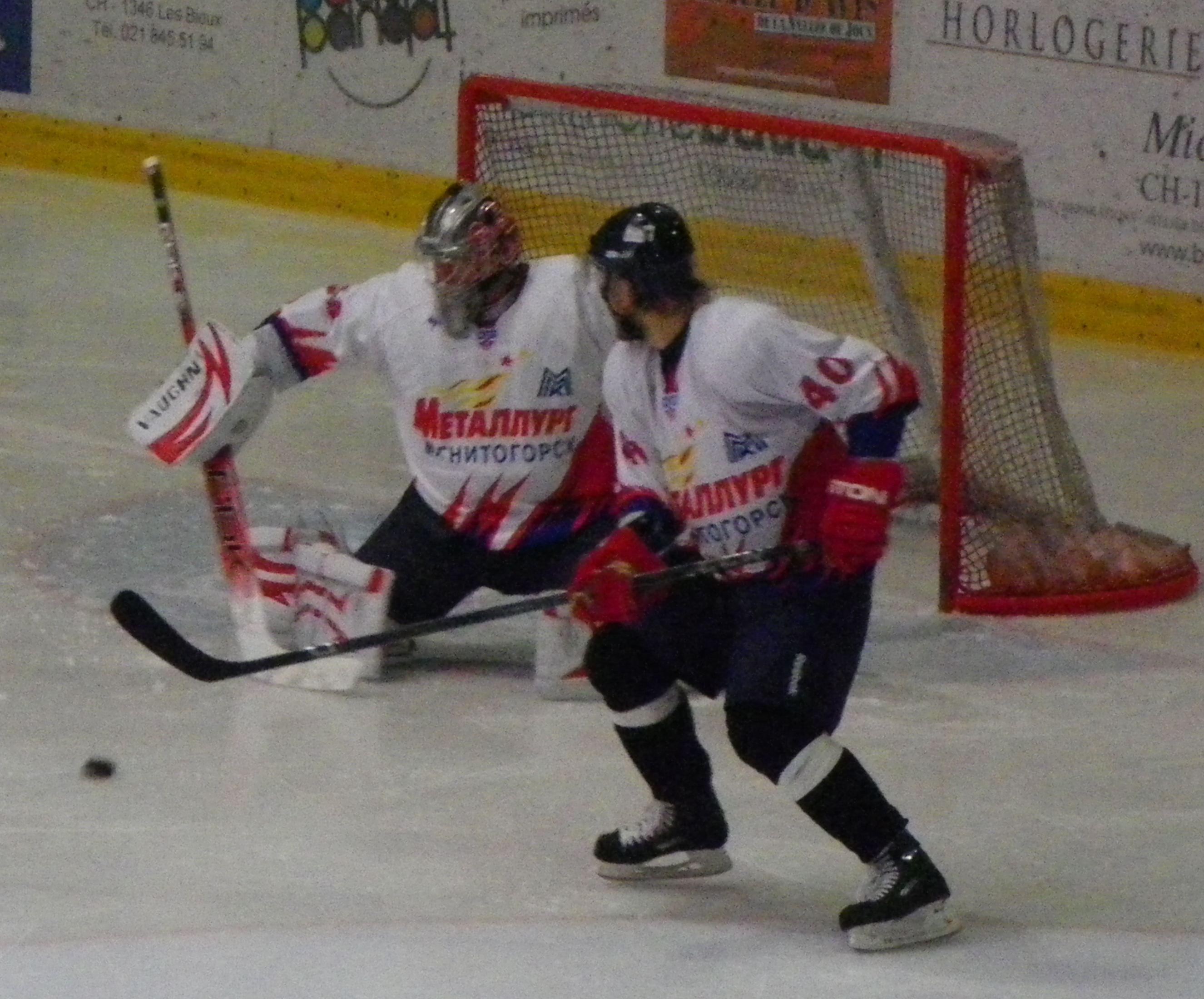
Guelachvili et Aleksandr Selouïanov avec le Metallourg Magnitogorsk.

Durant l'intersaison, le Lokomotiv signe rapidement le portier du HK Spartak Moscou Dimitrij Kotschnew plaçant Guelachvili dans une situation où il n'est plus la priorité du club. Il signe un contrat d'une saison au Metallourg Magnitogorsk qui s'est séparé de son titulaire Kochetchkine mais qui a conservé Ilia Proskouriakov, meilleur jeune de la KHL deux ans auparavant. Il retrouve Heikkilä au poste d'entraîneur. À sa première partie dans la KHL avec le Metallourg, il blanchit l'Avtomobilist Iekaterinbourg au cours d'une victoire 2-0 le 9 septembre 2010. Proskouriakov et Guelachvili jouent d'abord en alternance jusqu'à la fin de l'année 2010. Guelachvili s'impose ensuite comme titulaire avant que Proskouriakov ne soit échangé le 1er février 2011 au HK CSKA Moscou en retour du défenseur Gueorgui Micharine. L'équipe de Magnitogorsk se range à la quatrième place de la Conférence Est. Lors des séries éliminatoires, les coéquipiers de Sergueï Fiodorov battent au premier tour le Iougra Khanty-Mansiïsk quatre victoires à deux. En quart de finale, l'équipe est opposée à l'Avangard Omsk de Jaromír Jágr vainqueur de la saison régulière. Guelachvili réalise un blanchissage lors du septième match de la série disputé à la Omsk Arena et remporté 2-0. La finale de conférence met aux prises le Metallourg au Salavat Ioulaïev Oufa. La série va une nouvelle fois au septième match. Troisième de la saison régulière, le Salavat entraîné par Viatcheslav Bykov dispute cette rencontre décisive dans sa patinoire de la Oufa Arena. Malgré 35 arrêts, Guelachvili est battu une fois par Vladimir Antipov qui délivre les Bachkires. Guelachvili a joué la totalité des vingt matchs disputés par son équipe en séries éliminatoires.
Le 15 mai 2011, le Metallourg annonce avoir prolongé le contrat de Guelachvili pour deux saisons. Aleksandr Barkov jusqu'alors entraîneur-adjoint devient entraîneur principal. Le 23 septembre 2011, il est agressé à plusieurs reprises par deux joueurs du Vitiaz Tchekhov Kip Brennan et Jeremy Yablonski. Son équipe l'emporte 4-0 mais le gardien rate un blanchissage en quittant le match à trois minutes de fin. Les deux bagarreurs du Vitiaz ont respectivement été suspendus trois et cinq matchs. Le Vitiaz, entraîné par Andreï Nazarov, a également écopé d'une amende financière. Les mauvais résultats de l'équipe poussent les dirigeants à remplacer Barkov par Fiodor Kanareïkine. Kanareïkine va recruter le gardien finlandais Ari Ahonen et en fait son titulaire. Quatrième de la saison régulière, le Metallourg bataille pour éliminer en sept matchs le Barys Astana puis perd quatre victoires à une en quart de finale face à l'Avangard Omsk. Guelachvili dispute vingt-six matchs sur l'ensemble de la saison soit son plus petit total depuis 2007-2008.
Le 1er mai 2013, il signe au Torpedo Nijni Novgorod.
Le 11 décembre 2014, il est échangé au Iougra Khanty-Mansiïsk avec Pavel Valentenko en retour de Mikhaïl Birioukov et Sergueï Pepeliaïev. 

## Trophées et honneurs personnels

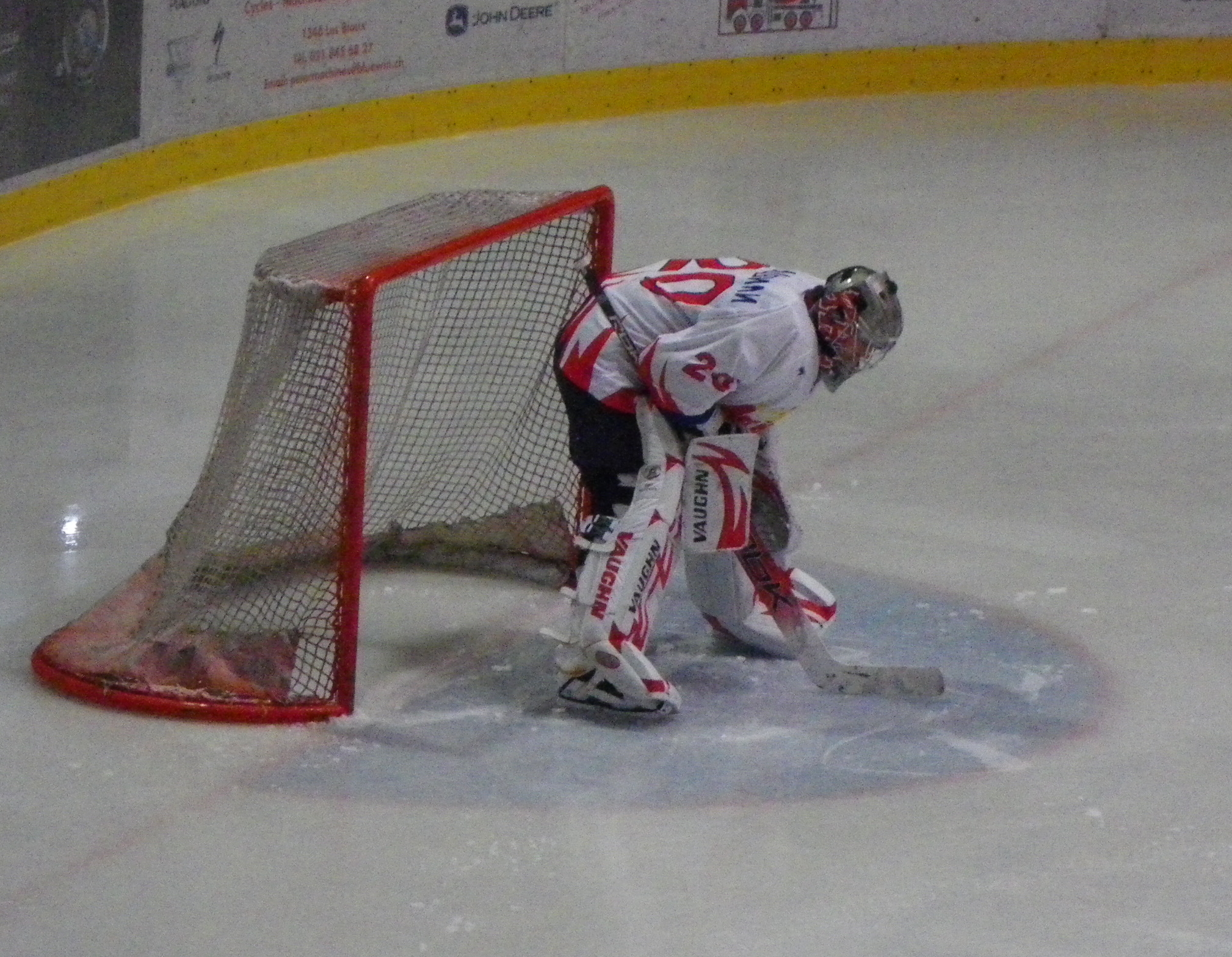
Guelachvili avec le Metallourg Magnitogorsk.

### Honneurs personnels

#### Championnat du Kazakhstan
- 2006 : élu meilleur gardien.

#### Ligue continentale de hockey
- 2008-2009 : meilleur gardien du mois de mars.
- 2008-2009 : élu meilleur gardien de but.
- 2008-2009 : nommé Casque d'or en étant désigné dans l'équipe d'étoiles.
- 2009-2010 : meilleur gardien du mois de novembre.
- 2010 : participe avec l'équipe Iachine au deuxième Match des étoiles (titulaire).

### Palmarès
- Médaillé de bronze du championnat de Russie moins de 15 ans en 1998 avec le Metallourg Magnitogorsk 83.
- Vainqueur de la Coupe du Kazakhstan 2005.
- Vainqueur du championnat du Kazakhstan 2006.
- Finaliste de la Coupe Gagarine 2009.
- Vainqueur de la Coupe Karjala 2009[60].

## Statistiques
Les significations des abréviations sont consultables sur l'article consacré aux statistiques du hockey sur glace.

| Saison    | Équipe                     | Ligue                |    | Saison régulière | Saison régulière | Saison régulière | Saison régulière | Saison régulière | Saison régulière | Saison régulière | Saison régulière | Saison régulière | Saison régulière | Saison régulière | Saison régulière | Saison régulière |   | Séries éliminatoires | Séries éliminatoires | Séries éliminatoires | Séries éliminatoires | Séries éliminatoires | Séries éliminatoires | Séries éliminatoires | Séries éliminatoires | Séries éliminatoires | Séries éliminatoires | Séries éliminatoires |
| Saison    | Équipe                     | Ligue                | PJ | A                | Pun              | V                | D                | N                | DP               | Min              | BC               | L                | Bl               | Moy              | %Arr             | PJ               | A | Pun                  | V                    | D                    | Min                  | BC                   | L                    | Bl                   | Moy                  | %Arr                 |                      |                      |
| 1997-1998 | Metallourg Magnitogorsk 83 | Finale 15 ans Russie | 3  | 0                | 2                | 2                | 1                |                  |                  | 180              | 16               |                  | 0                | 5,33             |                  |                  |   |                      |                      |                      |                      |                      |                      |                      |                      |                      |                      |                      |
| 1999-2000 | Traktor Tcheliabinsk 2     | Pervaïa Liga         | 7  | 0                | 2                |                  |                  |                  |                  |                  | 21               |                  | 0                | 3,86             |                  |                  |   |                      |                      |                      |                      |                      |                      |                      |                      |                      |                      |                      |
| 2000-2001 | Traktor Tcheliabinsk 2     | Pervaïa Liga         |    |                  |                  |                  |                  |                  |                  |                  |                  |                  |                  |                  |                  |                  |   |                      |                      |                      |                      |                      |                      |                      |                      |                      |                      |                      |
| 2000-2001 | Traktor Tcheliabinsk       | Vyschaïa Liga        | 3  | 0                | 0                | 1                |                  |                  |                  | 21               | 2                |                  | 0                | 5,69             | 74,1             |                  |   |                      |                      |                      |                      |                      |                      |                      |                      |                      |                      |                      |
| 2001-2002 | Traktor Tcheliabinsk       | Vyschaïa Liga        | 6  | 0                | 2                |                  |                  |                  |                  | 259              | 17               |                  | 0                | 3,94             | 79,8             |                  |   |                      |                      |                      |                      |                      |                      |                      |                      |                      |                      |                      |
| 2001-2002 | Traktor Tcheliabinsk 2     | Pervaïa Liga         |    |                  |                  |                  |                  |                  |                  |                  |                  |                  |                  |                  |                  |                  |   |                      |                      |                      |                      |                      |                      |                      |                      |                      |                      |                      |
| 2002-2003 | Traktor Tcheliabinsk 2     | Pervaïa Liga         |    |                  |                  |                  |                  |                  |                  |                  |                  |                  |                  |                  |                  |                  |   |                      |                      |                      |                      |                      |                      |                      |                      |                      |                      |                      |
| 2003-2004 | Kazakhmys Karaganda        | Kazakhstan           | 6  | 0                | 0                |                  |                  |                  |                  |                  |                  |                  |                  |                  |                  |                  |   |                      |                      |                      |                      |                      |                      |                      |                      |                      |                      |                      |
| 2003-2004 | Kazakhmys Karaganda        | Vyschaïa Liga        | 17 | 0                | 42               |                  |                  |                  |                  | 681              | 39               |                  | 1                | 3,43             | 88,2             |                  |   |                      |                      |                      |                      |                      |                      |                      |                      |                      |                      |                      |
| 2003-2004 | Kazakhmys Karaganda 2      | Pervaïa Liga         |    |                  |                  |                  |                  |                  |                  |                  |                  |                  |                  |                  |                  |                  |   |                      |                      |                      |                      |                      |                      |                      |                      |                      |                      |                      |
| 2004-2005 | Kazakhmys Karaganda        | Kazakhstan           | 15 | 1                | 28               |                  |                  |                  |                  |                  |                  |                  |                  |                  |                  |                  |   |                      |                      |                      |                      |                      |                      |                      |                      |                      |                      |                      |
| 2004-2005 | Kazakhmys Karaganda        | Vyschaïa Liga        | 29 | 0                | 4                |                  |                  |                  |                  | 1396             | 48               |                  | 2                | 2,06             | 89,4             |                  |   |                      |                      |                      |                      |                      |                      |                      |                      |                      |                      |                      |
| 2005-2006 | Kazakhmys Karaganda        | Kazakhstan           | 11 | 0                | 0                |                  |                  |                  |                  |                  |                  |                  |                  |                  |                  |                  |   |                      |                      |                      |                      |                      |                      |                      |                      |                      |                      |                      |
| 2005-2006 | Kazakhmys Karaganda        | Vyschaïa Liga        | 23 | 0                | 20               |                  |                  |                  |                  | 1227             | 48               |                  | 2                | 2,35             | 88,6             |                  |   |                      |                      |                      |                      |                      |                      |                      |                      |                      |                      |                      |
| 2006-2007 | Traktor Tcheliabinsk       | Superliga            | 34 | 0                | 12               | 9                | 12               | 8                | -                | 1890             | 74               |                  | 2                | 2,35             | 91,9             |                  |   |                      |                      |                      |                      |                      |                      |                      |                      |                      |                      |                      |
| 2007-2008 | Traktor Tcheliabinsk 2     | Pervaïa Liga         | 3  | 0                | 0                | 3                | 0                |                  |                  | 180              | 6                |                  | 2                | 91,2             |                  |                  |   |                      |                      |                      |                      |                      |                      |                      |                      |                      |                      |                      |
| 2007-2008 | Traktor Tcheliabinsk       | Superliga            | 23 | 0                | 18               | 9                | 8                |                  |                  | 1243             | 61               |                  | 1                | 2,94             | 90,8             |                  |   |                      |                      |                      |                      |                      |                      |                      |                      |                      |                      |                      |
| 2007-2008 | Metchel Tcheliabinsk       | Vyschaïa liga        | 12 | 0                | 6                | 5                | 7                |                  |                  | 723              | 25               |                  | 2                | 2,07             | 92,1             |                  |   |                      |                      |                      |                      |                      |                      |                      |                      |                      |                      |                      |
| 2008-2009 | Lokomotiv Iaroslavl        | KHL                  | 50 | 1                | 6                | 30               | 18               | -                |                  | 2974:45          | 92               | 1378             | 4                | 1,86             | 93,3             | 19               | 1 | 10                   | 13                   | 5                    | 1129:56              | 33                   | 495                  | 5                    | 1,75                 | 93,3                 |                      |                      |
| 2009-2010 | Lokomotiv Iaroslavl        | KHL                  | 39 | 2                | 78               | 18               | 14               | -                | 6                | 2315:40          | 82               | 1111             | 6                | 2,12             | 92,6             | 17               | 0 | 0                    | 10                   | 6                    | 1050:13              | 33                   | 491                  | 1                    | 1,89                 | 93,3                 |                      |                      |
| 2010-2011 | Metallourg Magnitogorsk    | KHL                  | 38 | 0                | 14               | 18               | 13               | -                | 5                | 2262:05          | 95               | 1195             | 2                | 2,52             | 92,1             | 20               | 1 | 0                    | 11                   | 9                    | 1279:39              | 51                   | 722                  | 1                    | 2,39                 | 92,9                 |                      |                      |
| 2011-2012 | Metallourg Magnitogorsk    | KHL                  | 25 | 0                | 2                | 8                | 12               | -                | 1                | 1164:58          | 59               | 654              | 0                | 3,04             | 91               | 1                | 0 | 0                    | 0                    | 0                    | 53:56                | 2                    | 26                   | 0                    | 2,22                 | 92,3                 |                      |                      |
| 2012-2013 | Metallourg Magnitogorsk    | KHL                  | 16 | 0                | 4                | 7                | 5                | -                | 1                | 768:58           | 28               | 370              | 2                | 2,18             | 92,4             | 3                | 0 | 0                    | 1                    | 1                    | 158:25               | 5                    | 75                   | 1                    | 1,89                 | 93,3                 |                      |                      |

## Sélections en équipe de Russie
Cette section ne comptabilise que les matchs où Guelachvili est titulaire ou est entré en cours de jeu.
| Date             | Sélection rencontrée | Résultat |
| ---------------- | -------------------- | -------- |
| 7 novembre 2009  | Suède                | V 4-1    |
| 19 décembre 2009 | Finlande             | P 3-2    |

## Vie privée
Il possède un passeport Géorgien par son père Kako Gueorguevitch qui est originaire de Marneouli. Après avoir fait l'armée, son père s'est installé à Tcheliabinsk. Il a travaillé à la construction de la Magistrale Baïkal-Amour. Ses grands-parents paternels habitent près de Tbilissi où il allait durant les vacances d'été dans sa jeunesse. Sa mère Galina Vladimirovna est russe. Gueorgui a deux sœurs et un frère Jora. Sa femme s'appelle Olga. La pêche est un de ses loisirs préférés.